# Kovács Flórián
Kovács Flórián  (Diósgyőr, 1754. május 7. – Szatmárnémeti, 1825. december 11.) római katolikus pap, teológiai tanár, kanonok, 1821-től haláláig szatmári püspök.

## Élete
Tanulmányait Egerben, Kassán, és Szakolcán végezte. A jezsuita rendbe 1769-ben lépett be. 1772-től Bécsben teológiát, majd jogot tanult. 1774-től Pesten a királyi tábla jegyzőjeként vállalt állást, majd 1775-ben visszament az egri szemináriumba. 1778-ban szentelték pappá- Jászberényben, Ungvárott, majd Egerben tanított teológiát 1801-ig egy kihagyással: 1785 és 1790 között Novajban plébános. 1801-től nagykállói plébános. 
1804-ben nevezték ki szatmári kanonoknak és első nagyprépostnak, majd 1821-ben szatmári püspök lett. Meghalt alig 4 évnyi kormányzás után 1825-ben. 
Nagy tudománnyal, kitűnő szónoki képességgel és kiváló jogászi tehetséggel volt megáldva; de súlyos lábbaja miatt, egyházmegyéjének kormányzói feladatait alig tudta teljesíteni.

## Műve
- Szent Orsolya társaságának öröm-ünnepén... Kassa, 1798.